# San Martín la Flor
San Martín la Flor är en ort i Mexiko.   Den ligger i kommunen Izúcar de Matamoros och delstaten Puebla, i den sydöstra delen av landet, 130 km sydost om huvudstaden Mexico City. San Martín la Flor ligger 1 243 meter över havet och antalet invånare är 141.
Terrängen runt San Martín la Flor är kuperad. Runt San Martín la Flor är det ganska glesbefolkat, med 28 invånare per kvadratkilometer. Närmaste större samhälle är Atencingo, 16,9 km nordväst om San Martín la Flor. I omgivningarna runt San Martín la Flor växer huvudsakligen savannskog.